# Компанія Британського Північного Борнео

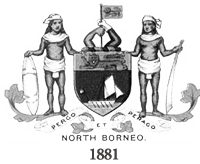
Логотип компанії 1898

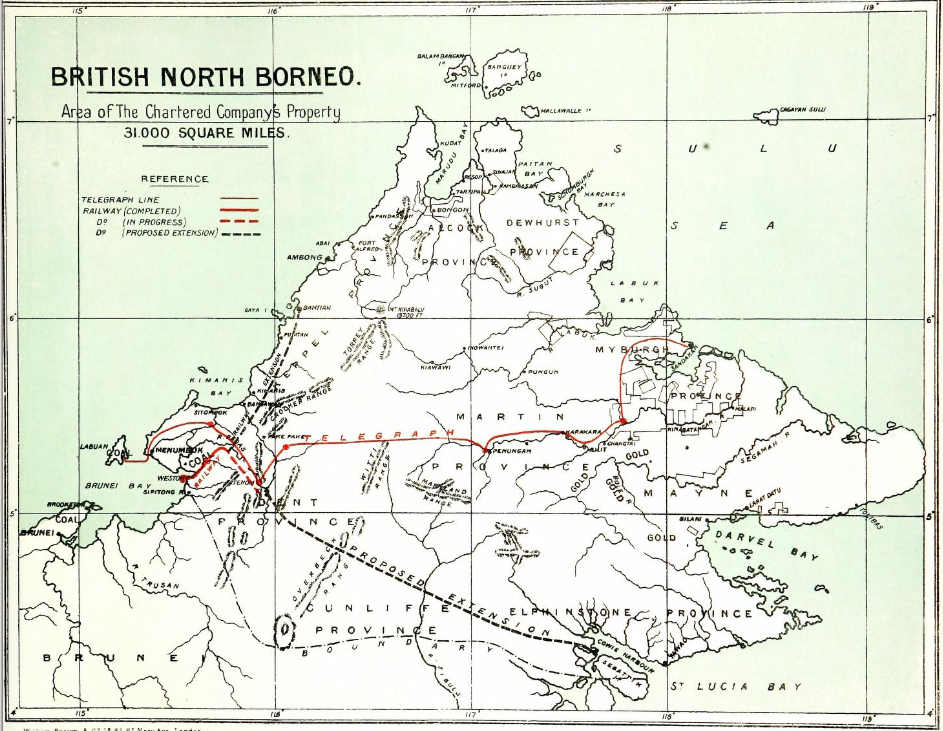
Територіальна юрисдикція компанії.1899

Компанія Британського Північного Борнео (англ. British North Borneo Company) — британське акціонерне товариство у 1881–1963 роках, котре отримало грамоту короля Великої Британії на територіальну юрисдикцію (територія, якою керувала компанія, в другій половині 20-го — 21-му сторіччях становить малайзійський штат Сабаг).
У 1948 територіальна юрисдикція компанії завершилася і її територія була перетворена в коронну колонію Британський Північний Борнео.
Компанія Британського Північного Борнео була ліквідована у 1963 році.